# 花斑钟螺
花斑钟螺（学名：Trochus maculatus）是钟螺科钟螺属的一种海螺。舊屬原始腹足目，今屬钟螺目。
其种加词“maculatus”意为“有斑纹的”。

## 型態描述
螺殼質厚，圓錐形，扁平部分最長不超過70 mm，長寬比接近1:1。

## 分佈
主要分布于新加坡、马来西亚、印度尼西亚、韩国、中国大陆、台湾，常栖息在潮间带至潮下带上部的岩礁。